# جمعية الدعوة الإسلامية العالمية
جمعية الدعوة الإسلامية العالمية، منظمة غير حكومية ذات نفع عام، مقرّها العاصمة الليبية طرابلس، أُسّست عام 1970م تنفيذاً لتوصية صدرت عن المؤتمر الإسلامي الكبير و الذي عقد بالعاصمة الليبية طرابلس في شهر ديسمبر 1970م،، تعمل في المجال الديني والثقافي والتربوي، كما تغطي نشاطاتها جوانب الحوار الديني والتواصل الثقافي وكذلك العمل الإغاثي والإنساني.لها نشاطات بمختلف مناطق العالم خاصة أفريقيا و جنوب آسيا.لها عدة المكاتب حول العالم.

## كلية الدعوة الإسلامية
- أنشئت كلية الدعوة الإسلامية عام 1974 بموجب قانون صادر عن «مجلس قيادة الثورة» وهو أعلى هيئة قيادية في ليبيا في ذلك الوقت وللكلية فروع خارج ليبيا في سوريا، لبنان، المملكة المتحدة، تشاد، السنغال وبنين.

## مكاتب الجمعية حول العالم
- السودان افتتح سنة 1978
- السنغال افتتح سنة 1989
- غامبيا افتتح سنة 1980
- أوغندا افتتح سنة 1993[6]
- بنين بدأ نشاطه منذ سنة 1972
- غانا بدأ نشاطه منذ سنة 1974
- تشاد
- النيجر بدأ نشاطه منذ سنة 1974
- بوركينا فاسو بدأنشاطه منذ سنة 1972
- مالي بدأنشاطه منذ سنة 1974
- تنزانيا بدأنشاطه منذ سنة 1974
- ماليزيا بدأ عمل جمعية الدعوة الإسلامية العالمية نشاطها في ماليزيا والمناطق المحيطة بها منذ عام 1972
- سريلانكا أرسلت الجمعية مندوبا لها عام 1986 للإشراف على تسيير نشاطاتها الثقافية والتعليمية فيها
- جزر المالديف عمل مكتب الجمعية في مالديف من خلال السفارة الليبية فيها في الفترة ما بين عامي 1976 إلى 1984 وبعد ذلك تم فتح مكتب مستقل
- باكستان يعمل المكتب في باكستان من خلال السفارة الليبية في باكستان.
- مالطا افتتح سنة 1985
- سورينام افتتح سنة 1987

## الإعلام
تدير الجمعية عدداً من وسائل الإعلام، منها "قناة التواصل التي تقوم ببث العديد من البرامج الدينية والتثقيفية، وصحيفة الدعوة الإسلامية التي تصدر بخمس لغات، العربية والإنجليزية أسبوعياً، والفرنسية والإسبانية والهوسا شهرياً.